# Pseudonautia colombiae
Pseudonautia colombiae är en insektsart som först beskrevs av Marius Descamps 1978.  Pseudonautia colombiae ingår i släktet Pseudonautia och familjen Romaleidae. Inga underarter finns listade i Catalogue of Life.